# Cor dans le jazz

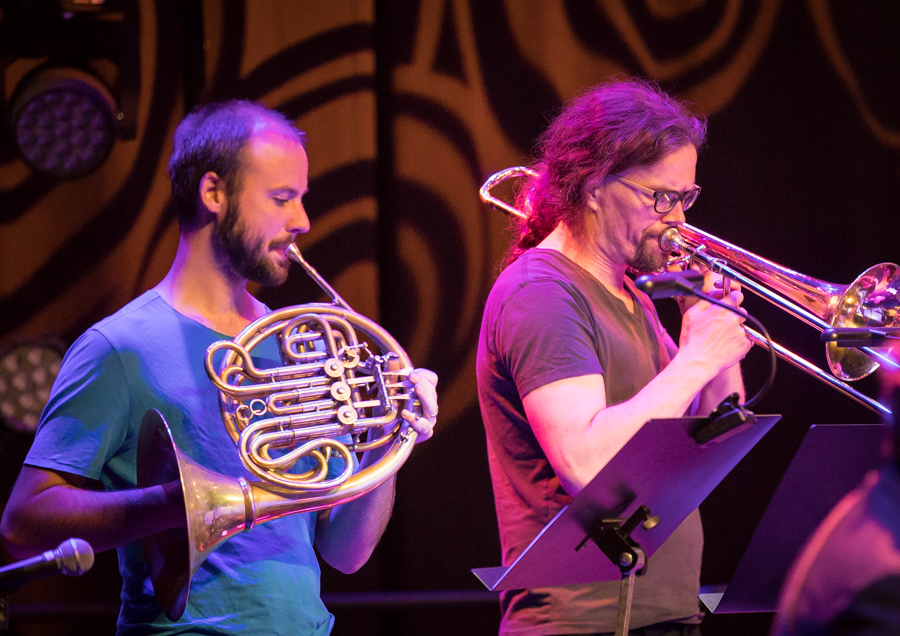
Un corniste dans un ensemble de jazz en 2017

Bien que le cor soit principalement utilisé en musique classique, il fait son apparition dans le monde du jazz au milieu du XXe siècle. Même si l'instrument demeure relativement rare, le rôle du cor dans le jazz se développe depuis ses débuts dans les années 1940.

## Histoire

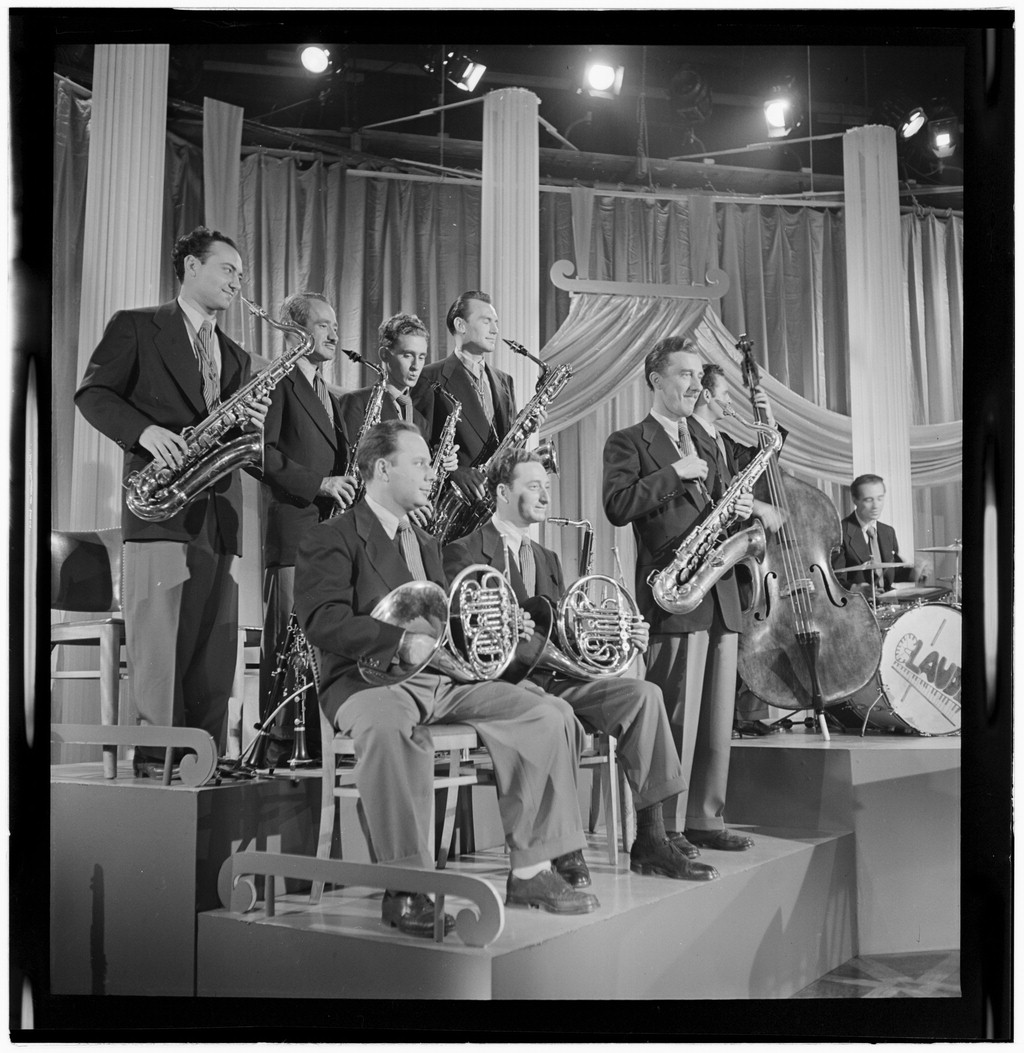
Au premier rang à gauche du Claude Thornhill Orchestra, deux cornistes, Sandy Siegelstien et Willie Wechsler, en 1947.

Le Claude Thornhill Orchestra est le premier groupe à intégrer le cor dans un ensemble de jazz. Au début des années 1940, l'orchestre déménage en Californie du sud. Pendant cette période, cet ensemble emmène le jazz dans une toute nouvelle direction, créant un tout nouveau son. À l'origine, le groupe de Thornhill est composé de douze musiciens, jouant tous des instruments traditionnellement utilisés dans le jazz. Avec l'embauche de Bill Borden comme arrangeur, Thornhill et lui créent alors un groupe avec un style plus orchestral, leur nouveau son impliquant l'utilisation d'instruments atypiques du jazz et le mélange de sonorités d'instruments inhabituelles.
À la même époque, Julius Watkins rejoint un sextet de jazz au cor. Watkins avait déjà travaillé et fait des tournées avec le groupe d'Ernie Fields pendant trois ans, ne jouant seulement que les parties de trompette supplémentaires, en fonction des besoins. Le groupe avait duré environ un an, puis s'était dissous en 1943. Après avoir joué dans des orchestres de danse pendant quelques années, Watkins est sollicité pour jouer dans l'orchestre de jazz de Milt Buckner à Detroit. Il se trouve alors très demandé, étant le seul corniste de jazz du Midwest. Watkins ne joue pas seulement avec le groupe de Buckner lors des sessions d'enregistrement, mais aussi avec le petit groupe de Milt Jackson. Il enregistre son premier solo en vedette avec le groupe de Buckner en 1949, une chanson intitulée Yesterdays, composée en 1933 par Jerome Kern.
Dans les années 1950, la présence du cor dans le jazz n'est pas aussi courante qu'on pourrait le penser, même si les groupes les utilisent déjà depuis près d'une décennie. Le groupe de Lionel Hampton récupère Willie Ruff au cor presque par hasard en 1954. Après un passage du groupe de Hampton au Ed Sullivan Show, Ruff appelle son ami Ivory Mitchell, le pianiste du groupe, qui le convainc de venir jouer avec eux pour un concert le soir suivant. Immédiatement après la fin de la performance, Hampton engage Ruff dans le groupe.

## Musiciens principaux
Après l'apparition du cor dans des formations plus importantes, beaucoup de cornistes se sentent frustrés d'être cantonnés à un rôle d'accompagnement. De nombreux cornistes de renom se produisent alors dans des groupes plus restreints, donnant au cor un rôle de tête d'affiche dans les orchestres de jazz.
L'étude de Ronald Sweetman, Chronologie préliminaire de l'utilisation du cor dans le jazz, Révision du texte après 1991, Montréal Vintage Society, 1991,  (ISBN 1-895002-05-2) est une bonne source de référence sur la présence du cor dans le jazz.

### Julius Watkins Sextet
En 1950, Julius Watkins s'installe à New York pour étudier à la Manhattan School of Music. Alors qu'il travaille avec le groupe de Milt Buckner, Watkins estime qu'il n'est pas suffisamment intégré aux arrangements du groupe faits par Buckner. Il continue à enregistrer avec des artistes de renom comme Thelonious Monk, mais ne se contente plus d'être un sideman. En juillet 1954, naît ainsi le Julius Watkins Sextet. L'équipe se compose de Watkins au cor, Frank Foster au saxophone ténor, Perry Lopez à la guitare, Oscar Pettiford à la basse, Kenny Clarke à la batterie et George Boucher au piano. Ensemble, le sextet enregistre neuf morceaux sur deux albums. Watkins écrit lui-même six compositions originales figurant sur ces albums.

### Mitchell-Ruff Duo
Willie Ruff et Ivory Mitchell se lancent dans la formation du Mitchell-Ruff Duo après avoir quitté le groupe de Lionel Hampton. Il s'avère que Ruff et Mitchell jouaient déjà ensemble quand ils étaient en poste à la base aérienne de Lockebourne près de Columbus, dans l'Ohio. Pour leur première apparition, le duo met en vedette Mitchell au piano et Ruff à la basse, qu'il prend pour donner un concert à la demande de Mitchell. Mais après cette première fois, Ruff joue du cor, parfois de la basse, et Mitchell du piano. Ils travaillent sans relâche et jouent face à un certain nombre de groupes populaires, se produisant pendant l'entracte au Café Bohemia pour Max Roach, Stan Getz, Horace Silver, JJ Johnson et Jimmy Smith.
Le duo passe du Café Bohemia au Birdland lorsqu'ils sont engagés comme groupe d'entracte pour Count Basie. Sachant qu'ils ne peuvent pas rivaliser directement avec le blues musclé de Basie, le duo tire profit de sa différence avec le son de Basie, jouant avec un son doux et moelleux. En mettant en valeur leur différence sonore, Ruff et Mitchell continuent d'obtenir des contrats au Birdland pour jouer pendant les entractes d'autres grands groupes comme ceux de Miles Davis, Dizzy Gillespie, Sarah Vaughan, Lester Young, Dinah Washington et d'autres.

### Gil Evans
Après avoir travaillé avec Claude Thornhill et arrangé pour son orchestre, Gil Evans commence à arranger pour Miles Davis. En 1948 se crée le nonette de Miles Davis, avec un son complètement différent de tout ce que les auditeurs de jazz ont entendu auparavant. L'idée de départ du nonette est d'obtenir un son semblable à celui du Thornhill Orchestra, mais avec moins de musiciens. Le groupe s'éloigne ainsi de l'énorme big band, alors populaire, et se lance dans une nouvelle voie pour le jazz. Ils adoptent toutefois une nouvelle instrumentation avec cor, qui restera dans les arrangements d'Evans tout au long de sa carrière.
Le nonette de Miles Davis enregistre Birth of the Cool à partir de janvier 1949 jusqu'en mars 1950 et fait tourner trois cornistes différents sur les enregistrements, Gunther Schuller, Junior Collins et Sandy Siegelstein.
Gil Evans continue l'arrangement et la composition après avoir quitté Miles Davis. Il crée un orchestre de jazz plus grand, composé de plus de 16 musiciens. Evans arrange et enregistre pendant les années 1980. La plupart des enregistrements réalisés avec son orchestre comprennent du cor et d'autres instruments de jazz non traditionnels. Evans donne aux cornistes un rôle plus stable dans le jeu et l'enregistrement du jazz.

## Third stream
Le terme est inventé en 1957 par Gunther Schuller, compositeur et corniste, pour décrire la fusion du jazz, de l'improvisation et de la musique classique. Ce nouveau genre offre au cor une pérennité que les groupes de jazz traditionnels ne peuvent offrir.

### John Graas
John Graas est l'un des plus grands arrangeurs de jazz orchestral. Avant de faire des arrangements Graas joue du cor avec beaucoup de musiciens de jazz célèbres comme Paul Whiteman, Stan Kenton et Glenn Miller. Au début des années 1950, il commence à composer de la musique third stream, avant même que le terme ne soit défini. Tout au long de sa carrière, il arrange et interprète de nombreuses bandes son de jazz populaires. Ses plus grandes réalisations restent cependant ses compositions pour orchestre de jazz avec cor.

### Gunther Schuller
Dès son plus jeune âge, Gunther Schuller écoute du jazz et de la musique classique. Ayant grandi dans une maison avec son père, violoniste, il a d'abord considéré la musique classique comme étant de meilleure qualité musicale et culturelle que le jazz. Un soir, Schuller découvre en écoutant Duke Ellington que le jazz est plus intellectuel que son père ne l'avait considéré au départ. il entreprend de transcrire les enregistrements d'Ellington et d'étudier son travail, comme il le faisait avec les enregistrements de musique classique. Après un certain temps, Schuller commence à jouer dans des groupes de jazz, à une époque où il y a encore relativement peu de cors dans les groupes de jazz.
Schuller fait ses premiers pas en tant que chef d'orchestre en travaillant dans un groupe avec JJ Johnson. Johnson écrivait des œuvres gigantesques en plusieurs mouvements et Schuller, étant le seul chef d'orchestre, se retrouve obligé de les reprendre. Il se consacre ensuite à la composition et à l'arrangement, bien qu'il ait commencé à composer plus tôt sans être reconnu. Son premier morceau Jumpin in the Future est une composition de jazz atonale basée sur une musique dodécaphonique. Cependant, dès que Schuller commence à composer, il cesse de jouer du cor. Après avoir passé trop de temps loin de l'instrument, il estime qu'il n'a plus assez de cran pour continuer à jouer. Pourtant, la plupart de ses œuvres third stream comprennent des parties de cors.

## Dans le jazz contemporain
De nombreux cornistes de jazz contemporain se sont fait un nom dans les années 1970, 1980, 1990 et 2000. Certains cornistes de jazz populaires suivent des cours privés auprès de cornistes de jazz exceptionnels. En plus de ceux mentionnés ci-dessous, parmi les autres cornistes de jazz importants, mentionnons Robert Routch, Adam Unsworth, Jim Rattigan, Richard Todd, Giovanni Hoffer, Sharon Freeman, Peter Gordon, et Marshall Sealy.

### Musiciens

#### John Clark
John Clark est peut-être le plus grand corniste de jazz après Julius Watkins. Il participe à de nombreux concerts de jazz et d'enregistrements en studio, et reste toujours actif aujourd'hui.

#### Adam Unsworth
Le soliste et musicien de studio Adam Unsworth est professeur associé de cor à l'Université du Michigan à Ann Arbor. En tant qu'interprète, il se consacre à la création et à l'interprétation d'œuvres de compositeurs vivants, dans le but d'élargir son répertoire et de redéfinir les frontières du cor. Son dernier album, intitulé Balance, est un enregistrement de jazz pour cor, quintette de jazz et orchestre de chambre, qui contient des arrangements de ses compositions originales.

#### Tom Varner

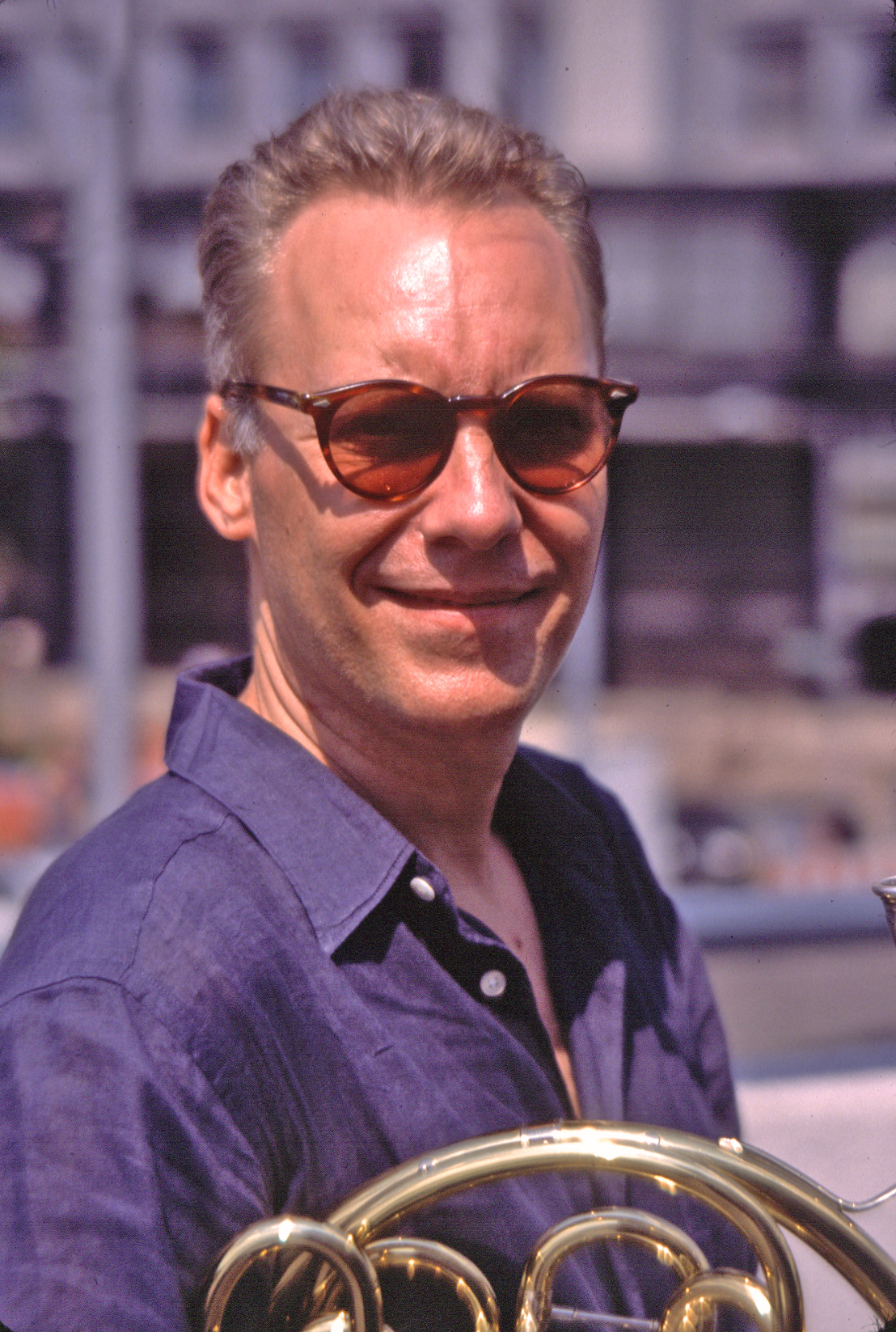
Le corniste de jazz Tom Varner en 1999.

Tom Varner est aujourd'hui[Quand ?] l'un des cornistes de jazz les plus connus. Il étudie avec Julius Watkins dans les années 1970. Après avoir travaillé avec de nombreux musiciens et groupes de jazz de renom en tant que sideman, il se lance à la tête de son propre groupe. À partir des années 1980, il fonde ses propres groupes, mettant en vedette le cor. Aujourd'hui encore, il compose et anime des enregistrements. Après des années passées à New York, Varner vit à Seattle où il travaille au Cornish College of the Arts.

#### Vincent Chancey
Autre élève de Julius Watkins, Vincent Chancey est un autre exemple d'artiste contemporain qui met en valeur son talent de corniste dans le jazz. Après avoir joué en tant qu'accompagnateur sur plus de 150 enregistrements, Chancey commence à enregistrer ses propres albums de jazz, avec le cor. Son premier album sorti en 1993 sous le titre Welcome, Mr. Chancey se compose d'un quatuor avec Chancey au cor, une guitare électrique, une basse et une batterie. En 1996, il enregistre un deuxième album, Vincent Chancey and Next Mode avec quatre autres instruments, saxophone ténor, piano, basse et batterie,.

#### Tom Bacon
Tom Bacon est considéré comme l'un des fondateurs du cor jazz moderne. Après la mort de Julius Watkins, Tom Bacon reprend son idée de faire entendre le cor dans le monde du jazz. C'est un virtuose qui commence sa carrière professionnelle à l'âge de 18 ans avec le Chicago Civic Orchestra. Bien que la plupart des études musicales de Bacon n'aient pas été dans le jazz, il s'est inspiré de grands noms comme Duke Ellington et Ella Fitzgerald pour jouer du jazz. Il enregistre un album The Flipside avec des œuvres écrites exclusivement pour cor jazz solo ; sept de ces œuvres sont écrites spécifiquement pour Bacon dont deux écrites par lui-même.

#### Mark Taylor
Né à Chattanooga, dans le Tennessee, Mark Taylor fait partie de la « génération montante » des cornistes de jazz. Après des études supérieures avec Dave Holland et George Russell au New England Conservatory de Boston, Mark Taylor déménage à New York où il joue et enregistre avec une multitude de géants modernes et sort trois CD en tant que leader, QuietLand chez Mapleshade Records et Circle Squared et At What Age sur son propre label Taymons Music. Mark travaille avec la légende du jazz Max Roach en tant que soliste et avec les compositeurs talentueux et reconnus Henry Threadgill (Very Very Circus), Muhal Richard Abrams et Anthony Braxton, parmi bien d'autres. Il se produit dans des clubs de jazz, des festivals et des salles de concert en Finlande jusqu'en Syrie et participe en vedette au tout premier Julius Watkins Jazz Horn Festival au Knitting Factory à New York.

#### Arkady Shilkloper
Né à Moscou, Arkady Shilkloper maîtrise les techniques les plus avancées du cor et du cor des Alpes. Selon Leonard Feather, sa maîtrise du cor et sa créativité ont établi un nouveau standard.

#### Renaud Leipp
Après des études au Conservatoire national de région de Strasbourg dans la classe de Roger Abraham et Georges Delvigne, Renaud Leipp entre au Conservatoire national supérieur de musique de Paris dans la classe de Georges Barboteu et continue sa formation dans des classes de maître avec Patrice Petitdidier et Hermann Baumann[réf. nécessaire]. Il intègre ensuite l’Orchestre philharmonique de Strasbourg et participe à de nombreuses créations avec l’ensemble Linéa, l’Accroche Note. Sa passion du jazz le conduit à devenir membre de l’orchestre Régional de Jazz d'Alsace (ORJA) pendant 10 ans[réf. nécessaire].
En 1988 il participe au premier concert du groupe Vibraphone Special Project (V.S.P) dans lequel il joue du cor d'harmonie et du cor des Alpes lors du festival Jazzdor à Strasbourg[réf. nécessaire]. En 1995, en tant que président , il est un des membres fondateurs du collectif associatif VSP Orkestra avec Ghislain Muller, Francis Baur, Arkady Shilkloper, Serge Haessler, Pascal beck et Luc Grislin. 

#### Alex Brofsky
Après avoir enregistré des styles de jazz plus « traditionnels » avec des artistes de renom tels que Sonny Rollins, Miles Davis et Gil Evans, Alex Brofsky se tourne vers l'acid jazz. Il expérimente de nombreux styles différents et rencontre le succès avec son groupe acid jazz AB+. Son dernier travail est une collaboration avec le chanteur Michael Slattery (Helen's Funeral Band - Living Slowly). Il sort également un album par le biais d'un label britannique - Adaptation Music. Alex Brofsky figure sur le disque Ohio du rappeur américain Stalley. Il compose et joue les parties de cor et de Rhodes 73  sur un rythme de D.A. Doman pour la chanson What it Be Like. Le titre est produit par David D.A. Doman pour Maybach Music et fait intervenir Stalley et Nipsey Hussle.

### Julius Watkins Jazz French Horn Festival
Le Julius Watkins Jazz French Horn Festival a été organisé par Tom Varner et s'est tenu chaque année de 1994 à 1998 à New York, en commençant à la Knitting Factory. Le Festival a été créé pour célébrer l'héritage de Watkins et promouvoir le développement continu de l'art du cor dans le jazz. Dans les cinq premières années, Varner, John Clark, Vincent Chancey, Mark Taylor, David Amram, Doug Hill, Deborah Thurlow, Robert Routch, Marshall Sealy, Alex Brofsky et Ray Alonge ont fait partie des artistes et des orateurs ayant participé au festival.
Après 11 ans d'absence, le festival est relancé en 2009 par Tom Varner à Seattle au Cornish College of the Arts, avec la participation de Varner, Vincent Chancey, John Clark et Adam Unsworth, tous de grands cornistes de jazz contemporain. La septième et dernière édition a lieu en 2012 à l'Université du Commonwealth de Virginie située à Richmond.